# 地下沢中也
地下沢 中也（ちかざわ ちゅうや、1968年8月5日 - ）は、日本の漫画家。
岩手県水沢市（現在の奥州市）出身。1992年、GAG漫画大賞（週刊ヤングマガジン）を受賞した『パパと踊ろう』でデビューする。憧れの漫画家は水沢高校の先輩で同級生の兄でもある吉田戦車だという。

## 作品リスト
- パパと踊ろう（全19巻）
- チューリップティーズ（全1巻）
- ギンザ小学校（全2巻、講談社）
- 預言者ピッピ（既刊2巻、イーストプレス、（連載中のタイトルは『兆 -sign-』だったがコミック化にむけて改題）
- 片岡さんちのクリコちゃん（全2巻、講談社）
- バンカラの恋（コミックいわて、岩手県、岩手日報社）
- 犬は勘定しきれません（Comic Ｍ──早川書房創立70周年記念コミックアンソロジー〔ミステリ篇〕、早川書房）
- レインボータウン（全8話、note）